# Rosenhanův experiment
Rosenhanův experiment je převratný experiment zpochybňující praktiky psychiatrické vědy.
V roce 1972 americký právník, psycholog a žurnalista David Rosenhan provedl experiment, ke kterému ho podnítily případy předstíraných duševních poruch branců vietnamské války. Se svými kolegy zpozoroval, že jsou branci schopni předstírat symptomy natolik přesvědčivě, že se dokázali vyhnout vojenské službě. Tento experiment proběhl v době, kdy již byly známé výsledky experimentu Roberta Rosenthala z roku 1966 o sebenaplňující předpovědi a kdy vyšla kniha Thomase Szasze Mýtus duševní nemoci (The Myth of Mental Illness). Rosenhan se rozhodl ověřit schopnost psychiatrů rozeznat skutečný stav duševního zdraví pacienta.

## Průběh experimentu
Rosenhan přemluvil 8 svých známých a kolegů, aby se nechali vyšetřit, každý v jiné psychiatrické klinice. Jediné, co měli ošetřujícímu lékaři při příjmu říci, bylo to, že slyší vnitřní hlas, který říká "prázdný" "dutý"  "úder" nebo klepání. Dále bylo povoleno lhát pouze o svém jménu a zaměstnání, protože někteří z pseudopacientů byli psychologové a psychiatři, jinak měla být jejich výpověď pravdivá a nezavádějící. Pokud byli pseudopacienti hospitalizováni, měli okamžitě personálu oznámit, že jsou v pořádku, že jim nic není.
Po krátké přípravě, kdy se pokusné osoby nemyly a nepečovaly o sebe, vydaly se včetně Rosenhana do různých v některých případech věhlasných psychiatrických léčeben v USA. Všichni byli přijati, a sice sedm z nich s diagnózou schizofrenie a jeden s diagnózou bipolární afektivní poruchy. Při terapeutických sezeních, která pseudopacienti podstoupili, se projevovalo takzvané nálepkování. Vše, co bylo řečeno, bylo vykládáno tak, aby to potvrzovalo předešlou diagnózu. Zajímavé také bylo, že ačkoliv lékařský personál byl o dané diagnóze přesvědčen, ostatní pacienti poznali, že jde o duševně zdravé jedince, a také se k nim podle toho chovali. Všechny pokusné osoby také popisovaly nepříjemné a neosobní zacházení, sám Rosenhan byl dokonce svědkem násilnického chování personálu léčebny vůči pacientům. Průměrná doba hospitalizace byla 19 dnů, maximální pak 52 a nejkratší doba, kterou pseudopacient strávil v léčebně, byla 7 dní. Až poté byli propuštěni z důvodu dočasného pominutí příznaků nemoci.

## Důsledky
Po zveřejnění výsledků experimentu v roce 1972 v článku Jak být zdravý na nezdravých místech (Being sane in insane places) vědeckého časopisu Science se Rosenhan dočkal ostré kritiky pro klamání psychiatrického personálu. Pacienti dle této kritiky přijdou k lékaři, pokud mají nějaký problém, a simulovat se dá i somatický příznak nemoci. Jedna z klinik dokonce Rosenhana vyzvala, aby jí po dobu tří měsíců náhodně posílal pacienty, kteří budou svou duševní nemoc pouze předstírat. Poté, co Rosenhan výzvu přijal a uplynula dohodnutá doba, klinika oznámila, že ze 193 odhalila 41 podvodníků. Rosenhan však poslal pouze jeho pacienty, kteří nějakou nemoc mají.
Experiment dopomohl ke ztrátě všemocnosti a neomylnosti psychiatrie 40. a 50. let 20. století. Navíc rozpoutal diskuzi o věrohodnosti a vědeckosti psychiatrických diagnóz a psychiatrie samotné. Stal se prvotním impulzem ke změně DSM (Diagnostické a statistické příručky duševních nemocí), jež je základem pro určování duševního zdraví pacientů. Experiment také otevřel otázku společenského vlivu na vymezení duševních poruch (např. na homosexualitu). Do současnosti se experimenty podobné tomu Rosenhanovu několikrát opakovaly.